# 莱泰尔德绍
莱泰尔德绍（法語：Les Terres-de-Chaux，法語發音：[le tɛʁ də ʃo]）是法国杜省的一个市镇，属于蒙贝利亚尔区。

## 地理
莱泰尔德绍（47°19'7"N, 6°44'16"E）面积14.49 平方千米，位于法国勃艮第-弗朗什-孔泰大區杜省，该省份为法国东部内陆省份，北起上索恩省，西接汝拉省，东部及东南部与瑞士接壤，东北部与贝尔福地区省接壤。
与莱泰尔德绍接壤的市镇（或旧市镇、城区）包括：弗勒、当茹、比耶夫、弗勒雷、瓦洛雷耶、贝勒埃尔布、弗鲁瓦德沃、佩瑟、索勒蒙。

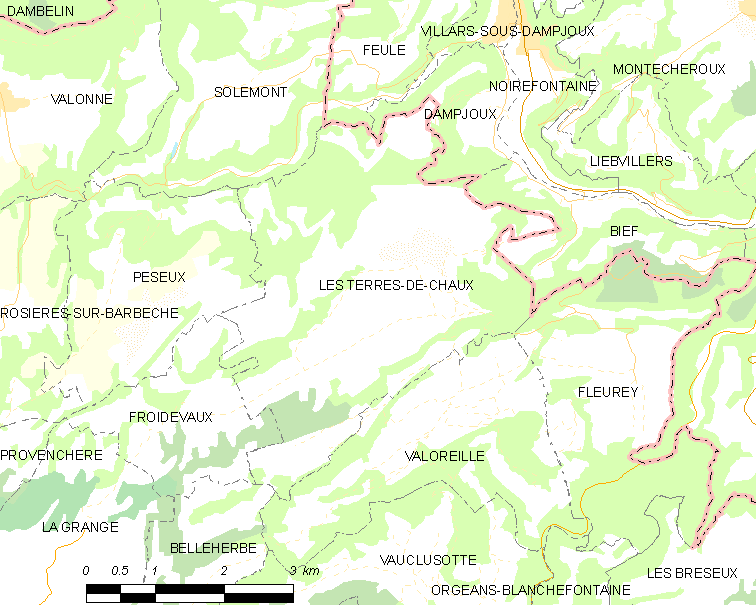
莱泰尔德绍的OSM定位图

莱泰尔德绍的时区为UTC+01:00、UTC+02:00（夏令时）。

## 行政
莱泰尔德绍的邮政编码为25190，INSEE市镇编码为25138。

## 政治
莱泰尔德绍所属的省级选区为迈什县。

## 人口

1962-2008年间莱泰尔德绍人口变化图示

莱泰尔德绍于2022年1月1日时的人口数量为130人。